# 305P/Skiff
305P/Skiff, komet Jupiterove obitelji